# سناء سويسي
مُطربة تونسية من مواليد عام 1982، وتقيم في باريس منذ عام 2006.

## السيرة
وُلِدت في حي باب سعدون ضمن عائلة من الفنانين، وكانت مهتمة بالموسيقى وتشارك في المهرجانات المدرسية والمهرجانات فترة التحاقها بالمعهد الوطني للموسيقى بتونس.
وبترشيح من الثنائي فاضل جازيري وسمير اجريبي؛ شاركت سناء في عرض النجوم (1994 م) وزغوندا وعزوز (1995 م)، وكلاهما تعرَّض لانتقادات قاسية بدعوى الاستهزاء بالموسيقى العربية أو ما سُمِيَ ب «الموسيقى المنخفضة».
وبالرغم من أن سناء قد حققت نجاحًا كبيرًا بفضل أدائها الجريء (في الغناء والرقص الموحي)؛ إلا أنها قررت  ترك هذا النوع الذي يُدين حياتها المهنية؛ وبدأت تجربة جديدة مع أول ألبوم لها (بابا ع النوار)، وقد حقق الألبوم  نجاحًا كبيرًا في عام 2003 م وخاصة لأن إيقاعاته كانت شعبية وقريبة من المزود - شكل من الموسيقى الشعبية التونسية - ، ثم قررت أن تجرب حظها بالانتقال إلى فرنسا.
فكانت آخر أغانيها «كفايا» التي صدرت في عام 2007، وكانت عبارة عن دويتو-غناء مشترك- مع عبد الكريم بنزارتي -أحد أتباع المزود -.

## أهم الأعمال
- (بابا ع النوار)

- (يا ربيع)

- (خليني نلومك)

- (في روحي نار)

- (سندباد زماني)

- (خليني وحدي)